# Троллоп, Энтони
Энтони (в старых переводах Антони) Троллоп (англ. Anthony Trollope, 24 апреля 1815, Лондон, Англия — 6 декабря 1882, Лондон) — английский писатель, один из наиболее успешных и талантливых романистов Викторианской эпохи. В произведениях Троллопа отразились проблемы его времени — политические, социальные и семейные. В изображении нравов писатель выступал как наследник традиций английских писателей-юмористов XVIII века. Наиболее известными произведениями Троллопа являются его шесть романов из цикла «Барсетширские хроники», действие которых развивается в вымышленном графстве Барсетшир на западе Англии и его главном городе Барчестере. Предметом художественного изображения в этих романах стали жизнь, быт и нравы клерикального англиканского сословия, играющего наряду с помещиками ведущую роль в жизни провинциальной Англии.

## Биография

### Детство и учёба
Троллоп родился в Лондоне. Отец писателя, Томас Энтони Троллоп, был адвокатом Канцлерского суда. Потеряв всех клиентов, он вместе с семьёй переселился в сельскую местность, где собирался завести образцовую ферму. Однако хозяйствование Томаса Троллопа привело его к полному разорению. Томас забросил хозяйство и работал над составлением «Церковной энциклопедии», которая никогда не увидела света. Семья жила в нищете. Из шести детей четверо умерли от туберкулёза. В живых остались двое — Энтони и его старший брат.
Ценой больших усилий матери удалось устроить сыновей в качестве бесплатных приходящих учеников в привилегированную школу Харроу. В школе Энтони страдал от презрения и насмешек богатых учеников.
Стремясь поправить материальное положение семьи, Фрэнсис Троллоп, мать Энтони, в 1827 отправилась в Америку в Цинциннати, где намеревалась открыть торговлю галантерейными товарами. Затея эта потерпела крах. Но, вернувшись в Англию, Фрэнсис сумела написать книгу «Домашний быт американцев» (1832), в которой беспощадно высмеивала нравы жителей Нового Света. Книга имела успех и принесла семье некоторое финансовое благополучие. Фрэнсис решила зарабатывать на жизнь литературным трудом, и из-под её пера один за другим стали выходить романы, потакавшие вкусам невзыскательной публики и в результате быстро раскупавшиеся.
В 1834 отец Троллопа окончательно разорился и был вынужден бежать от кредиторов в Бельгию. Туда последовала и вся семья. В 1835 Томас умер в Брюгге.

### Жизнь в Ирландии и начало литературной карьеры
По возвращении в Англию Энтони вынужден был устраиваться на службу, чтобы зарабатывать себе на жизнь. Он поступил клерком в почтовое ведомство в Лондоне. На этой безрадостной и угнетающей творческую личность службе он провёл семь лет.
В 1841 почтовое ведомство предложило ему повышение — должность почтового контролёра в Ирландии. На новом месте в 1844 Троллоп женился на Розе Хезелтин. В Ирландии он получил больше свободного времени и решил реализовать свою идею — написать по примеру матери роман. Первые произведения Троллопа были написаны на материале жизни ирландского общества («Макдермонты из Балликлорэна», 1847; «Келли и О’Келли», 1848). Но они не принесли ему признания, так же, как и исторический роман «Вандея» (1855).
Свою писательскую нишу нашёл Троллоп только в романе «Смотритель» (1855), который положил начало «Барсетширским хроникам». Успех Троллопа-писателя был закреплён в романе «Барчестерские башни» (1857) — одном из его лучших произведений. В цикле «Барсетширские хроники» рассматривается деятельность одного из влиятельнейших слоёв английского викторианского общества — англиканских священников. В провинциальных городах, в которых нет ни промышленности, ни серьёзной торговли, главным местом действия является собор, а главными действующими лицами — священники, их жены и дети.

### Жизнь в Лондоне
В 1859 году Троллоп вернулся в Лондон, занял высокий пост в иерархии почтового ведомства, проводил почтовую реформу. В 1868 году он выставил свою кандидатуру на выборах от либералов.
После провала на выборах Троллоп более политикой не занимался, но на основе своих впечатлений от общения с политическим истеблишментом он создал новый цикл романов, объединённый вокруг главного героя — политика Плантагенета Паллисьера, раскрывающий хитросплетения парламентской и правительственной жизни Англии.
В 1871 Троллоп оставил службу. Он путешествовал по различным странам, в том числе по Австралии и Новой Зеландии. В последние годы в творчестве Троллопа нарастал пессимизм, от иронического юмора он перешёл к острой сатире (роман «Как мы теперь живём», 1875).

### Упадок популярности и посмертная слава
Писателю пришлось пережить упадок его громкой славы. Причиной утраты популярности в конце 70-х годов были не только ремесленнический характер многих наскоро написанных романов, но и изменившиеся вкусы публики.
Троллоп умер в Лондоне. Похоронен на кладбище Кенсал Грин. После его смерти была опубликована «Автобиография», полная откровенных признаний писателя. В конце XIX — начале XX века творчество Троллопа было полностью забыто.
После мировой войны интерес к его наследию возрастает, и в настоящее время Троллоп — вновь один из самых популярных английских романистов. Лучшее исследование биографии и творчества Троллопа было написано Ч. П. Сноу «Троллоп. Его жизнь и творчество» (1975).
Л. Н. Толстой об Энтони Троллопе: «Троллоп убивает меня своим мастерством,— Утешаюсь тем, что у него своё, а у меня своё»[2]. Запись в дневнике от 2 ноября 1865 г. о романе «Бертрамы».
Запись днём позже: «Кончил Троллопа. Условного слишком много»
В 1901 году, в предисловии к роману Поленца «Крестьянин», Толстой упоминал о судьбе литературного наследия Троллопа — и в дни его славы, и в дни падения — как о свидетельстве «поразительного понижения вкуса и здравого смысла читающей публики», которая «от великого Диккенса спускается сначала к Джордж Элиоту, потом к Теккерею. От Теккерея к Троллопу, а потом уже начинается безличная фабрикация Киплингов, Голькенов, Ройдер Гагартов и т. п.».
Максим Горький отнёс Троллопа к той группе буржуазных писателей которая «восхваляла и забавляла свой класс», поставив его в один ряд с Полем де Коком.
Уистен Хью Оден напротив восхищался троллоповским реализмом: «Всех романистов в любой стране Троллоп лучше всего понимает роль денег. По сравнению с ним даже Бальзак слишком романтичен». По-своему оценивал Троллопа О.Генри, в одной из новелл заметив о своем герое: «Всякий раз, когда попросишь его рассказать какое-нибудь приключение, он уверяет, что жизнь его так же бедна событиями, как самый длинный из романов Троллопа».

## Романы

### Барсетширские хроники
- 1. Смотритель (1855, The Warden).
- 2. Барчестерские башни (1857, Barchester Towers).
- 3. Доктор Торн (1858, Doctor Thorne).
- 4. Фремлейский приход (1861, Framley Parsonage).
- 5. Домик в Оллингтоне (1864, The Small House at Allington).
- 6. Последняя Барсетширская хроника (1867, Last Chronicle of Barset).

### Романы о Плантагенете Паллисьере
- 1. Можно ли её простить? (1864, Can You Forgive Her?).
- 2. Финеас Финн (1869, Phineas Finn).
- 3. Бриллианты Юстаса (1873, The Eustace Diamonds).
- 4. Финеас возвращается (1874, Phineas Redux).
- 5. Премьер-министр (1876, The Prime Minister).
- 6. Дети герцога (1879, The Duke’s Children).

### Прочие романы
- Макдермонты из Балликлорэна (1847, The Macdermots of Ballycloran).
- Келли и О’Келли (1848, The Kellys and the O’Kellys).
- Вандея (1850, La Vendée:An Historical Romance).
- Три клерка (1858, The Three Clerks).
- Бертрамы (1858, The Bertrams).
- Замок Ричмонд (1860, Castle Richmond).
- Ферма Орли (1862, Orley Farm).
- Война Брауна, Джонса и Робинсона (1862, The Struggles of Brown, Jones & Robinson).
- Рэйчел Рэй (1863, Rachel Ray).
- Мисс Макензи (1865, Miss Mackenzie).
- Поместье Белтон (1866, The Belton Estate).
- Клеверинги (1867, The Claverings).
- Нина Балацка (1867, Nina Balatka).
- Лотта Шмидт (1867, Lotta Schmidt & Other Stories).
- Линда Трессель (1868, Linda Tressel).
- Он так и знал (1869, He Knew He Was Right).
- Булхэмптонский викарий (1870, The Vicar of Bullhampton).
- Сэр Гарри Хатспур из Гумблетвэйта (1871, Sir Harry Hotspur of Humblethwaite).
- Ральф наследник (1871, Ralph the Heir).
- Золотой лев в Гронпере (1872, The Golden Lion of Granpère).
- Гарри Хиткоут из Гэнгула (1874, Harry Heathcote of Gangoil).
- Леди Анна (1874, Lady Anna).
- Как мы теперь живём (1875, The Way We Live Now).
- Американский сенатор (1877, The American Senator).
- Попенджой ли он? (1878, Is He Popenjoy?).
- Джон Кэлдигейт (1879, John Caldigate).
- Око за око (1879, An Eye for an Eye).
- Кузен Генри (1879, Cousin Henry).
- Ангел Айалы (1881, Ayala’s Angel).
- Школа доктора Уортла (1881, Doctor Wortle’s School).
- Установленный срок (1882, The Fixed Period).
- Пленник темноты (1882, Kept in the Dark).
- Мэрион Фей (1882, Marion Fay).
- Семья господина Скарборо (1883, Mr. Scarborough’s Family).
- Любовь старика (1884, An Old Man’s Love).